# 's-Gravesandeplein
Het  's-Gravesandeplein in Amsterdam-Oost kreeg zijn naam in 1897 en werd vernoemd naar Willem Jacob 's Gravesande, Leids hoogleraar in de wis- en sterrenkunde.

## Ligging en geschiedenis
Het ligt aan de westkant van het Oosterpark. De Ruyschstraat, 's-Gravesandestraat (dat acht jaar eerder zijn naam kreeg), Andreas Bonnstraat en Tilanusstraat komen uit op het plein.

## Gebouwen
Het plein ligt in de schaduw van het Onze Lieve Vrouwe Gasthuis, dat haar ingang van de parkeergarage aan het plein heeft. Die gevellijn wordt onderbroken door de bijbehorende kapel. Aan de westkant van het plein staat een nieuwbouwcomplex met woningen en een politiebureau. De noordelijke gevelwand is nog geheel oorspronkelijk, waarbij een aantal gebouwen werd ontworpen door Johannes Hendricus Lesmeister (11-17).
Er staan twee gemeentelijke monumenten (gegevens 2022) aan het plein, ’s-Gravesandeplein 25 en 's Gravesandeplein 19, beide van architect J.L. van der Bom, net zoals de tussenliggende percelen.

## Openbaar vervoer
Vanaf 1906 reed tramlijn 11 over het plein, komend vanaf de Andreas Bonnstraat naar het Oosterpark. Na de sloop van het Weesperpoortstation werden er in 1942 tramrails gelegd in de nieuwe Wibautstraat en de Ruyschstraat. Van 1942 tot 1944 reed lijn 11 via deze route, de sporen in de Andreas Bonnstraat werden opgebroken en sindsdien is het een secundaire straat. Vanaf 1945 rijdt lijn 3 over deze route.
Van 15 oktober 1980 tot 21 september 1987 reed bus 56 langs het plein. In 1983 werden er tramsporen in de 's-Gravesandestraat gelegd, in verband met de vernieuwing van de Ceintuurbaanbrug, waardoor lijn 3 tot 1986 via deze straat een kortere omleidingsroute kon rijden. Ook lijn 6 ging toen via de 's-Gravesandestraat, in 1998 werd deze opgevolgd door lijn 7, zodat sindsdien de lijnen 3 en 7 het 's-Gravesandeplein passeren. Op 22 juli 2018 werd lijn 7 vervangen door lijn 1.

## Kunst
De vroegste kunst aan het plein zit in de portieken van de woningen. Een aantal daarvan kreeg tegeltableaus mee uit het art nouveau tijdperk. In de portieken van 's Gravesandeplein 11, 15 en 17 zijn zes tableaus van de firma Faience en Tegelfabriek Holland te zien met vogels en landelijke taferelen. Een tegeltableau is ook te zien in de gevel van het gebouw ’s Gravesandeplein 19, de voormalige Oosterparkschool. Dit gebouw kreeg in 2004 een keramieken huisnummering. Verder werd er in 1991 onthuld monument ter nagedachtenis aan de slachtoffers van de SLM-ramp op het Surinaamse vliegveld Zanderij in juni 1989. Bij een herinrichting begin 21e eeuw kreeg het plein haar fontein.

## Afbeeldingen

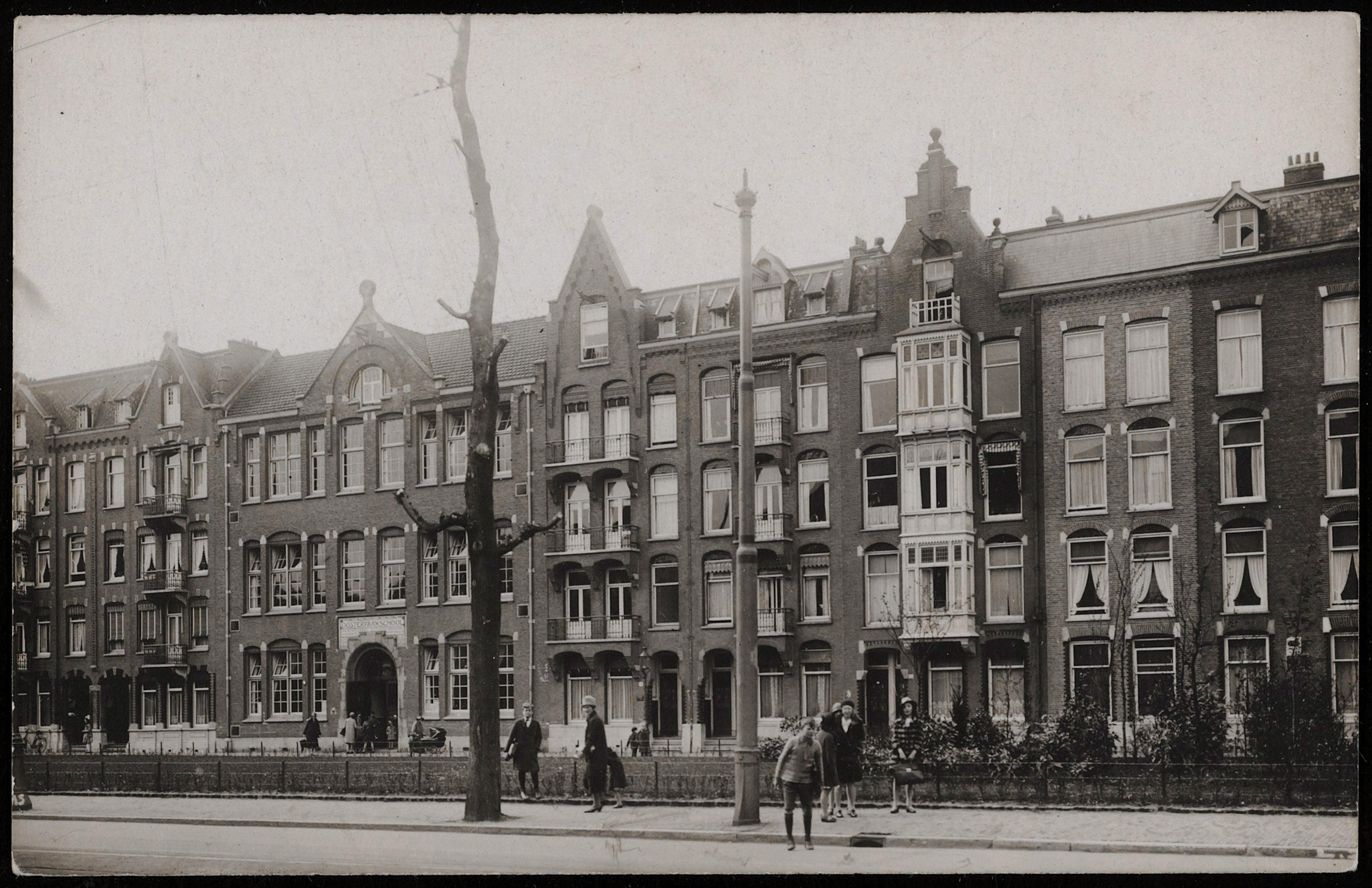
Noordelijke gevelwand in 1910
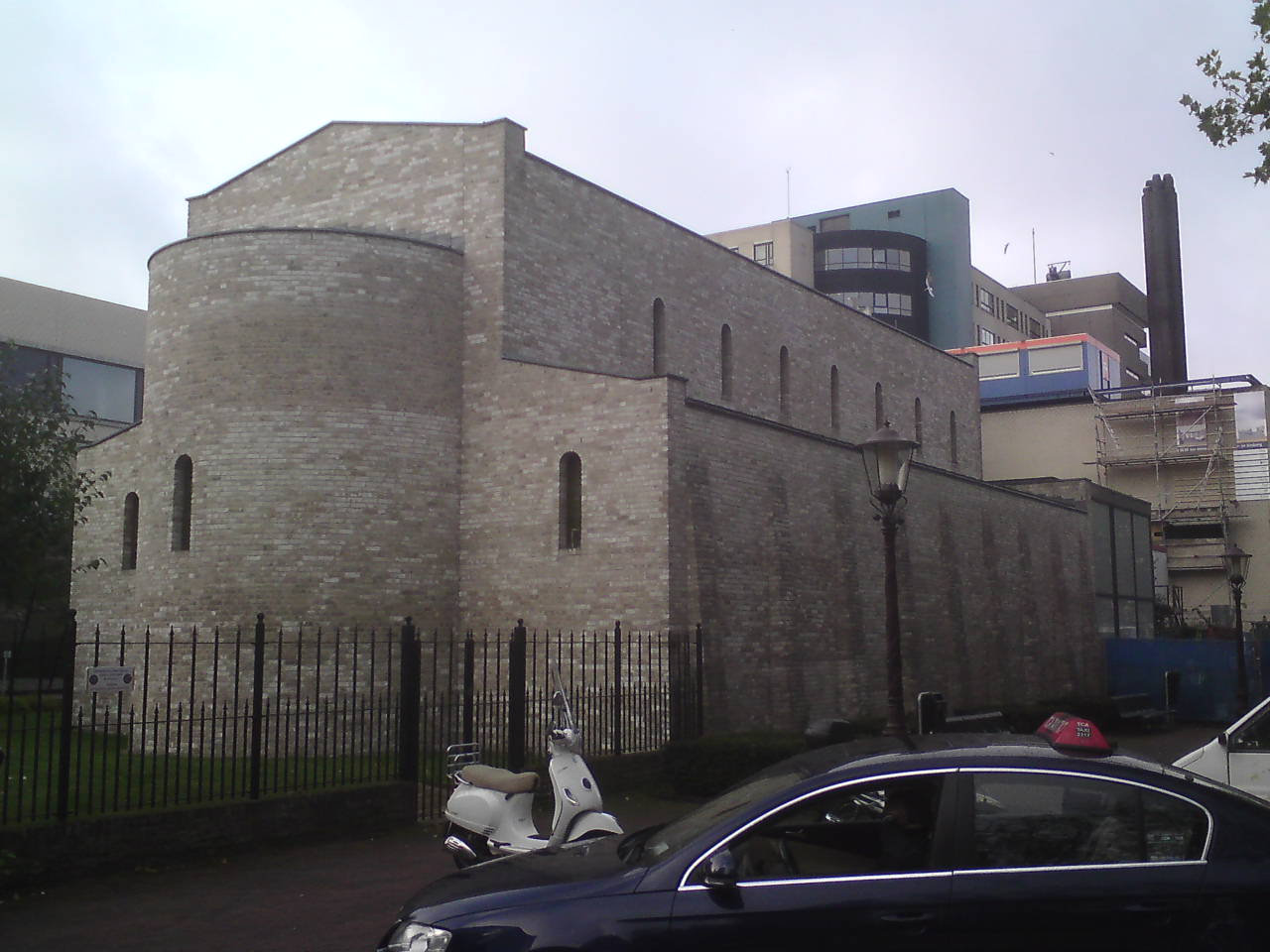
Kapel in 2012
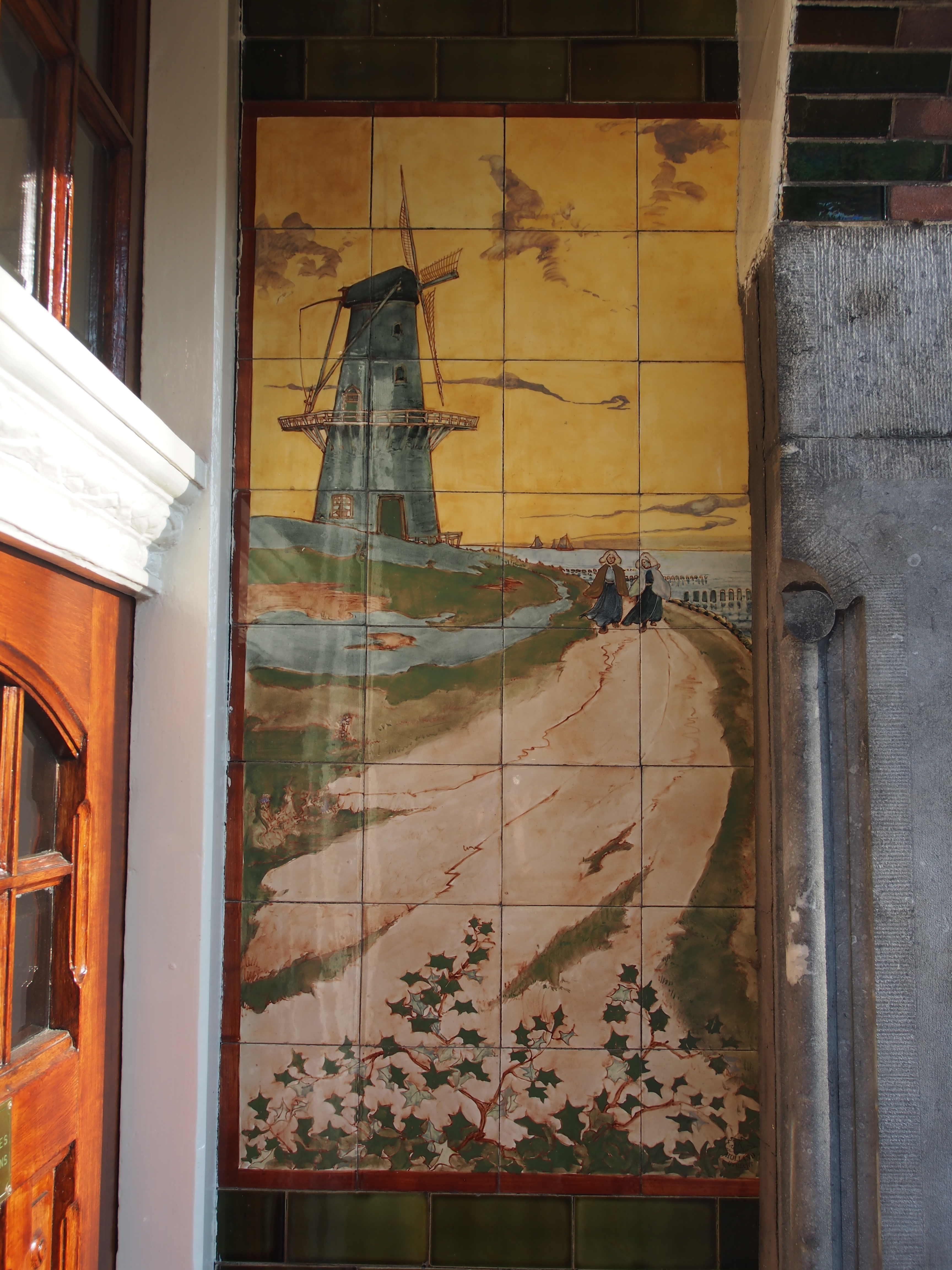
Een van de tegeltableaus in 2017